# 蜂屋貞次
蜂屋貞次（1539年—1564年8月3日）是日本戰國時代武將。德川家康的家臣。通稱半之丞。

## 生平
在天文8年（1539年）於三河國六名村（現今愛知縣岡崎市）出生。仕於松平元康（德川家康），在永祿3年（1560年）今川義元侵攻尾張之際與元康一同進攻織田氏的丸根砦並立下功績。後來今川義元在桶狹間之戰中被織田信長殺死，此後元康獨立。在永祿6年（1563年）家康進攻吉田城時立下功績，更在小坂井之戰中與今川氏戰鬥而立下許多武功。
同年，三河一向一揆爆發，在此時背叛家康而加入一揆方。之後在勝萬寺之戰中與家康方的大久保忠政戰鬥，在此戰中獲得勝利。但是在家康親自攻來時戰敗並逃走。永祿7年（1564年），一揆被家康鎮壓，經大久保忠政的仲介後向家康降伏，於是罪行被原諒並再次成為家康的家臣。
在同年6月再度參與家康進攻三河吉田城的戰事，在此戰中與本多忠勝爭奪先陣而相當活躍，但是不幸被流箭擊中而戰死。享年26歲。此後被稱為德川十六神將之一。